# 名古屋モーターサイクルショー
名古屋モーターサイクルショーは（なごやモーターサイクルショー、英称：The NAGOYA MOTORCYCLE SHOW）は、名古屋モーターサイクルショー実行委員会が主催する毎年4月の3日間に渡って愛知県常滑市で開催されるオートバイの展示会。第1回開催を2020年4月10日〜12日の3日間として開催予定であったが、新型コロナウイルスの感染拡大に伴う政府からのイベント自粛要請の方針を受け開催中止とした。その後、2022年4月8日～10日の3日間を開催期間として第1回を実施。

## 会場
会場は、セントレアの中部国際空港島内にある愛知県国際展示場（愛称：Aichi Sky Expo）（愛知県常滑市）。主催は、名古屋モーターサイクルショー実行委員会。

## 主な出展社
日本
- 本田技研工業
- 川崎重工業
- スズキ
- ヤマハ発動機

アメリカ
- インディアン (オートバイ)
- ハーレーダビッドソン

カナダ
- Can-Am

ドイツ
- BMWモトラッド

イギリス
- トライアンフ
- Mutt Motorcycles

イタリア
- ドゥカティ
- ベネリ
- ランブレッタ
- イタルジェット
- FANTIC
- ビモータ

オーストリア
- BRIXTON

インド
- ロイヤルエンフィールド

中国
- KOVE MOTO
  - CAOFEN
- GOCCIA

中華民国
- SYM

タイ王国
- GPX(GP MOTOR)

### パーツ&アクセサリー
- ブリヂストンモーターサイクルタイヤ
- 江沼チヱン製作所
- プロト 商品部
- デイトナ

### 関連団体
- 愛知県二輪指定自動車教習所
中部日本自動車学校
享成自動車学校
中京自動車学校
尾西自動車学校
- 愛知県観光協会
太平洋フェリー
伊勢湾フェリー
- 愛知オートバイ事業協同組合
- 自動車公正取引協議会
- 日本自動車連盟中部本部
- 自動車事故対策機構
- 愛知県警察本部
- 自衛隊愛知地方協力本部

### メディア
- 内外出版社
- 株式会社造形社
- パークアップ株式会社

### その他協会関係
- 中部経済産業局
- 中部運輸局
- 岐阜県
- 三重県
- 静岡県
- 日本自動車工業会
- 全国二輪車用品連合会
- 自動車リサイクル促進センター
- 全国オートバイ協同組合連合会
- 日本モーターサイクルスポーツ協会
- 愛知県自動車整備振興会
- 愛知県交通安全協会
- 愛知県軽自動車協会
- 日本損害保険協会中部支部
- 中日本高速道路
- 愛知県道路公社
- 名古屋高速道路公社
- 愛知道路コンセッション
- 愛知県教育委員会
- ZIP-FM

## 実績
| 回数  | 会 期                           | 会 場                             | 出展社・団体数 | 入場者数 | 備考                                                |
| ----- | ------------------------------- | --------------------------------- | -------------- | -------- | --------------------------------------------------- |
| 第0回 | 2026年(令和8年)0月0日～0月0日   | 愛知県国際展示場 （愛知県常滑市） | 000社・団体    | 00,000人 | -                                                   |
| 第4回 | 2025年(令和7年)4月4日～4月6日   | 愛知県国際展示場 （愛知県常滑市） | 110社・団体    | 44,253人 | -                                                   |
| 第3回 | 2024年(令和6年)4月5日～4月7日   | 愛知県国際展示場 （愛知県常滑市） | 134社・団体    | 40,535人 | -                                                   |
| 第2回 | 2023年(令和5年)4月7日～4月9日   | 愛知県国際展示場 （愛知県常滑市） | 115社・団体    | 42,355人 | -                                                   |
| 第1回 | 2022年(令和4年)4月8日～4月10日  | 愛知県国際展示場 （愛知県常滑市） | 112社・団体    | 36,188人 | -                                                   |
| 第0回 | 2021年(令和3年)0月0日～0月0日   | 愛知県国際展示場 （愛知県常滑市） | 0社・団体      | --,---人 | 新型コロナウイルス感染拡大防止 の観点から開催中止。 |
| 第0回 | 2020年(令和2年)4月10日～4月12日 | 愛知県国際展示場 （愛知県常滑市） | 0社・団体      | --,---人 | 新型コロナウイルス感染拡大防止 の観点から開催中止。 |